# Lackod
Lackod (románul: Lăscud) falu Romániában, Maros megyében.

## Története
Marosugra község része. A trianoni békeszerződésig Kis-Küküllő vármegye Radnóti járásához tartozott.

## Népessége
2002-ben 256 lakosa volt, ebből 189 román, 59 cigány és 8 magyar nemzetiségű.

## Vallások
A falu lakói közül 87-en ortodox, 164-en görögkatolikus, 3-an református hitűek és 1 fő pünkösdi, illetve 1 fő adventista.